# Pleasant Hope (Misuri)
Pleasant Hope es una ciudad ubicada en el condado de Polk en el estado estadounidense de Misuri. En el Censo de 2010 tenía una población de 614 habitantes y una densidad poblacional de 151,09 personas por km².

## Geografía
Pleasant Hope se encuentra ubicada en las coordenadas 37°27′58″N 93°16′33″O / 37.46611, -93.27583. Según la Oficina del Censo de los Estados Unidos, Pleasant Hope tiene una superficie total de 4.06 km², de la cual 4.01 km² corresponden a tierra firme y (1.4%) 0.06 km² es agua.

## Demografía
Según el censo de 2010, había 614 personas residiendo en Pleasant Hope. La densidad de población era de 151,09 hab./km². De los 614 habitantes, Pleasant Hope estaba compuesto por el 95.44% blancos, el 0% eran afroamericanos, el 0.81% eran amerindios, el 0.33% eran asiáticos, el 0% eran isleños del Pacífico, el 1.3% eran de otras razas y el 2.12% pertenecían a dos o más razas. Del total de la población el 3.42% eran hispanos o latinos de cualquier raza.